# Grýtubakkahreppur
Grýtubakkahreppur (kiejtése: ˈkriːtʏˌpahkaˌr̥ɛhpʏr̥) önkormányzat Izland Északkeleti régiójában.
2005-ben népszavazást tartottak a térség önkormányzatainak összevonásáról, de a javaslat elbukott.

## Fordítás
- Ez a szócikk részben vagy egészben  a   Grýtubakkahreppur című izlandi Wikipédia-szócikk ezen változatának fordításán alapul.  Az eredeti cikk szerkesztőit annak laptörténete sorolja fel. Ez a jelzés csupán a megfogalmazás eredetét és a szerzői jogokat jelzi, nem szolgál a cikkben szereplő információk forrásmegjelöléseként.